# Elezioni presidenziali in Gambia del 2016
Le elezioni presidenziali in Gambia del 2016 si tennero il 1º dicembre.

## Risultati
| Candidati    | Partiti                                                      | Voti    | %     |
| ------------ | ------------------------------------------------------------ | ------- | ----- |
| Adama Barrow | Coalizione 2016 (UDP - PDOIS - NRP - PPP - GMC - NCP - GPDP) | 227 708 | 43,29 |
| Yahya Jammeh | Alleanza Patriottica per il Riorientamento e la Costruzione  | 208 487 | 39,64 |
| Mama Kandeh  | Congresso Democratico del Gambia                             | 89 768  | 17,07 |
| Totale       | Totale                                                       | 525 963 | 100   |